# Barry Mealand
Kenneth Barry Mealand (Carshalton, 24 januari 1943 – Royal Tunbridge Wells  2 april 2013) was een Engels voetballer die als verdediger speelde. 
Mealand speelde van 1959 - 1968 voor Fulham FC. In 1968 stapte hij over naar Rotherham United FC en in 1970 naar Goole Town.